# Jordanoleiopus partesuturalis
Jordanoleiopus partesuturalis là một loài bọ cánh cứng trong họ Cerambycidae.